# Classi verbali del greco antico
La suddivisione dei verbi della lingua greca antica in classi si conduce a seconda della parte finale del tema verbale, della presenza o meno di apofonia vocalica nel tema verbale stesso e della presenza (o assenza) e qualità dei suffissi aggiunti nel tema del presente. Essa non ha fondamenti scientifici, ma venne delineata dagli studi esegetici della grammatica greca offerti dal filologo tedesco Georg Curtius, ed è tuttora applicata per ricavare i paradigmi di coniugazione dei verbi, nonché i relativi temi verbali partendo dal loro presente, questo grazie all'esame dei meccanismi fonomorfologici di formazione del tema del presente.

## Caratteristiche generali

### Verbi in -ω
I temi verbali dei verbi in -ω tradizionalmente si suddividono in otto classi; è entrato nell'uso, tuttavia, anche un diverso e più semplice criterio di classificazione, che li suddivide in due classi, a seconda della presenza o meno del suffisso jod nel tema del presente.

#### La classificazione secondo le otto classi tradizionali
Spesso questa suddivisione viene in realtà ridotta a sole sette classi, accorpando la seconda nella prima. Inoltre parecchi verbi, pur appartenendo a determinate classi in base alla loro terminazione (è un esempio πίπτω che dovrebbe essere nella terza), confluiscono in altre per i grandi mutamenti che registrano nel tema verbale; per questo vengono spesso accomunati all'ottava classe che raggruppa tutti quei verbi che hanno un tema verbale completamente diverso da quello del presente o che comunque non può essere collegato a quello del presente con spiegazioni delle trasformazioni o regole.

##### Prima classe
Fanno parte della prima classe verbale tutti quei verbi che formano il tema del presente aggiungendo direttamente la vocale tematica al tema verbale. Essi sono tutti i verbi con il tema in vocale e alcuni uscenti in consonante occlusiva.

##### Seconda classe (prima bis)
Come già detto sopra, spesso questa classe viene inglobata nella prima, in cui i verbi vanno a formare il gruppo di quelli con tema impuro, mentre quelli già presenti hanno tema puro; il perché abbiano tema impuro è ora spiegato. Infatti alla seconda classe fanno parte i verbi con apofonia senz'alcun altro ampliamento nel tema del presente. I temi di questi verbi mostrano nel presente il grado normale, mentre nel tema verbale presentano il grado debole.
I seguenti verbi in ε presentano apparentemente due temi del preso originariamente in εϝ, che diventa ευ se seguito da consonante, mentre se seguito da vocale, il digamma cade senza lasciare traccia.
| Presente      | Tema del pres. | Tema verbale   |
| ------------- | -------------- | -------------- |
| θέω (corro)   | θε-            | θευ- (<*θεϝ)   |
| νέω (nuoto)   | νε-            | νευ- (<*νεϝ)   |
| πλέω (navigo) | πλε-           | πλευ- (<*πλεϝ) |
| πνέω (soffio) | πνε-           | πνευ- (<*πνεϝ) |
| ῥέω (scorro)  | ῥε-            | ῥευ- (<*ῥεϝ)   |
| χέω (verso)   | χε-            | χευ- (<*χεϝ)   |

I due verbi καίω (o κάω) brucio e κλαίω (o κλάω) piango hanno il tema verbale in -αυ-, poiché originariamente erano in -αϝ-.

##### Terza classe (seconda)
La terza classe comprende i verbi con il tema verbale in labiale che formano il tema del presente aggiungendo uno jod, che dà origine al gruppo -πτ-. Es.
| Presente            | Tema del pres. | Tema verbale |
| ------------------- | -------------- | ------------ |
| τύπτω (batto)       | τυπτ-          | τυπ-         |
| κρύπτω (nascondo)   | κρυπτ-         | κρυβ-        |
| βάπτω (immergo)     | βαπτ-          | βαφ-         |
| θάπτω (seppellisco) | θαπτ-          | θαφ-         |

Nell'ultimo verbo l'aspirazione, in accordo con la legge di Grassmann, si annulla sul primo elemento (θ) solo quando compare il secondo (φ): θάπτω (presente; il suffisso -τ- deaspirantizza φ, permettendo il mantenimento di θ), ἔθαψα (aoristo attivo primo; il φ si fonde con il suffisso caratteristico σ dell'aoristo primo deaspirizzandosi e permettendo il mantenimento di θ), ἐτάφην (aoristo passivo secondo; il mantenimento di φ causa la deaspirazione di θ); nell'aoristo passivo primo ἐθάφθην appaiono invece irregolarmente tutt'e due.

##### Quarta classe (terza)
Nella quarta classe sono presenti i temi che nel tema verbale presentano uno j (jod). Di conseguenza
incontrando diverse lettere ci sarà una trasformazione; esempi:
- λ + j = λλ
- τ/θ/κ/χ/γ + j = σσ (ττ in attico)
- γ/δ + j = ζ (γ + j = ζ perlopiù nei verbi il cui risultato è un rumore, ad es. κράζω gridare)
- π/β/φ + ϳ = πτ
- ᾰν, εν, ᾰρ, ερ + j = αιν, ειν, αιρ, ειρ
- ῐν, ῠν, ῐρ, ῠρ + j = ῑν, ῡν, ῑρ, ῡρ
- καίω e κλαίω un tempo presentavano nel loro tema verbale sia il digamma che lo jod: il digamma incontrando lo jod cade e lo jod si vocalizza in ι

##### Quinta classe (quarta)
La quinta classe raggruppa parecchi verbi che presentano, nel presente e nell'imperfetto, un interfisso nasale (ν, eventualmente preceduto da una vocale) a separare radice e terminazione. Questi verbi sono divisi a loro volta in cinque categorie: 
- il primo gruppo al presente aggiunge -ν-: es. τίνω, tema verbale τί-
- il secondo aggiunge -αν, -ιν o -υν al presente: es. βαίνω, tema verbale βα/βη-
- il terzo aggiunge -νε- al presente: es. ἀφικνέομαι, tema verbale ἀφικ-
- il quarto gruppo al presente aggiunge l'interfisso -αν-; inoltre, questi verbi nel tema verbale presentano un ampliamento in -ε- che non compare nel tema del presente e che si allunga nella formazione degli altri tempi: ἁμαρτάνω, tema verb. ἁμαρτ.ε (aoristo primo ἡμάρτησα)
- il quinto gruppo al presente aggiunge una nasale all'interno del tema verbale (detto infisso; ovviamente la nasale sarà ν, γ, o μ a seconda della consonante che la segue) e l'interfisso -αν- dopo il tema verbale; questi verbi hanno il tema apofonico: es. λαμβάνω, tema verbale (σ)λαβ/(σ)ληβ- (il sigma cade sempre causando modificazioni nel raddoppiamento del perfetto); inoltre τυγχάνω, tema verbale τυχ/τευχ-; λανθάνω, tema verbale λαθ/ληθ-

##### Sesta classe (quinta)
Fanno parte della sesta classe i verbi incoativi, che hanno due terminazioni.
- Terminano in -σκω se il tema finisce per vocale, es. γιγνώσκω.
- Terminano in -ισκω se il tema finisce per consonante, es. εὑρίσκω

Alcuni verbi in vocale lunga tuttavia prendono il suffisso -ισκω; in questo caso, lo iota si sottoscrive: θνῄσκω morire (tema verbale θαν/θν.η-).

##### Settima classe (sesta)
La settima classe si può dividere in due gruppi:
1. 5 verbi in cui per formare il presente si aggiunge un -ε al tema verbale;
2. 23 verbi in cui si aggiunge un -ε ad alcuni o tutti i tempi derivati dal tema verbale e non a quelli derivati dal tema del presente.

I verbi appartenenti al primo gruppo sono:
| Presente                  | Tema del pres. | Tema verbale |
| ------------------------- | -------------- | ------------ |
| γαμέω (sposare)           | γαμε-          | γαμ-         |
| γηθέω (rallegrarsi)       | γηθε-          | γηθ-         |
| δοκέω (sembrare, stimare) | δοκε-          | δοκ-         |
| πατέομαι (mangiare)       | πατε-          | πατ-         |
| ὠθέω (urtare)             | ὠθε-           | ὠθ-          |

Mentre quelli del secondo gruppo sono:
| Presente                      | Tema del pres. | Tema verbale    |
| ----------------------------- | -------------- | --------------- |
| ἀλέξω (impedire)              | ἀλεξ-          | ἀλεξε-          |
| ἄχθομαι (essere corrucciato)  | ἀχθ-           | ἀχθε-           |
| βόσκω (pascolare)             | βοσκ-          | βοσκε-          |
| βούλομαι (vogliare)           | βουλ-          | βουλε-          |
| δέω (mancare)                 | δε-            | δε-             |
| (ἐ)θέλω (volere)              | (ἐ)θελ-        | (ἐ)θελε-        |
| ἔρομαι (domandare)            | ἐρ-            | ἐρε-            |
| ἔρρω (errare, vagare)         | ἐρρ-           | ἐρρε-           |
| εὕδω (dormire)                | εὑδ-           | εὑδε-           |
| ἔψω (cuocere)                 | ἐψ-            | ἐψε-            |
| ἵζομαι (sedere)               | ἱζ-            | ἱζε-            |
| μάχομαι (combattere)          | μαχ-           | μαχε-           |
| μέλει (sta a cuore)           | μελ-           | μελε-           |
| (ἐπι)μέλομαι (prendersi cura) | (ἐπι)μελ-      | (ἐπι)μελε-      |
| μέλλω (indugiare)             | μελλ-          | μελλε-          |
| μένω (restare, aspettare)     | μεν-           | μενε-           |
| νέμω (distribuire)            | νεμ-           | νεμε-           |
| ὄζω (olezzare)                | ὀζ-            | ὀζε-            |
| οἶμαι (credere)               | οἰμ-           | (manca)         |
| οἴχομαι (andarsene)           | οἰχ-           | οἰχε-           |
| ὀφείλω (essere debitore)      | ὀφειλ-         | ὀφειλε-         |
| πέτομαι (volare)              | πετ-           | πετε-, πτ(ε)-   |
| χαίρω (gioire)                | χαιρ-          | χαιρε-, χαρ(ε)- |

##### Ottava classe (settima)
Dell'ottava classe fanno parte i verbi politematici, cioè alcuni verbi che per la formazione di tempi diversi dal presente e dall'imperfetto utilizzano diverse radici verbali; sono, in ordine alfabetico, αἱρέω "prendere", ἐσθίω "mangiare", ἔρχομαι "andare", λέγω "dire", ὁράω "vedere", πάσχω "soffrire" (originariamente della sesta classe), πίπτω "cadere" (originariamente della terza classe), τρέχω "correre" e φέρω "portare".
αἱρέω t.v. ἑλ-: aoristo εἷλον (aumento in ει-)
ἐσθίω t.v. ἐδ-/φαγ-: presente da *ἐδθιω; futuro ἔδομαι; aoristo ἔφαγον
ἔρχομαι t.v. ἐλευθ-(ἐλυθ-)/ἐλθ-: futuro ἐλεύσομαι; aoristo ἦλθον
λέγω t.v. ἐρ-(ῥη-)/ἐπ-: futuro ἐρῶ (fut. pass. ῥηθήσομαι); aoristo εἶπον (aoristo raddoppiato, con doppia caduta di digamma)
ὁράω t.v. ὀπ-/ἰδ- εἰδ- οἰδ- (apofonico): futuro ὄψομαι; aoristo εἶδον
πάσχω t.v. πενθ-/πονθ-/παθ- (<*πνθ-): presente da *παθσκω > πάσχω: caduta di dentale davanti a sibilante e metatesi dell'aspirazione; futuro πείσομαι (da πενθ-, con caduta di -νθ- davanti a sibilante e allungamento di compenso); aoristo ἔπαθον (da παθ)
πίπτω t.v. πετ-/ποτ-/πτ-: presente πι-πτ-ω (grado zero e raddoppiamento del presente); futuro (dorico) πεσοῦμαι (da *πετ-εσ-ομαι > *πετ-εομαι > *πεσ-εομαι, caduta del sigma intervocalico e assibilazione della dentale del tema); perfetto πέπτωκα (da πτο-)
τρέχω t.v. θρεχ-/δραμ(η)-: futuro δραμοῦμαι; aoristo ἔδραμον
φέρω t.v. οἰ-/ἐγκ-: futuro οἴσω; aoristo ἤνεγκον (raddoppiamento nel tema dell'aoristo)

#### La classificazione secondo la presenza o meno di jod nel tema del presente
I verbi in -ω si possono dividere in due classi: verbi senza interfisso jod, e verbi con interfisso jod.

##### Prima classe
I verbi che appartengono alla prima classe possono avere o meno un ampliamento e un raddoppiamento del presente (o entrambi).

###### Senza ampliamento
Per mostrare in modo chiaro come le vocali tematiche della coniugazione si inseriscano tra le desinenze e il tema, verranno illustrate le voci della 1ª persona plurale.
- temi in vocale e dittongo: λύ-ο-μεν; γεύ-ο-μεν.
- temi in consonante muta (labiale: π β φ; velare: κ γ χ; dentale: τ δ θ): ἀμείβ-ο-μεν, ᾄδ-ο-μεν, πλέκ-ο-μεν.
- temi in nasale (μ ν) e liquida (λ ρ): ἀμύν-ο-μεν, ἐθέλ-ο-μεν.

###### Con ampliamento
I possibili interfissi che si possono incontrare sono: αν, ε, ισκ (σκ), ν. Non c'è una regola precisa per distinguere quali temi prendono questi suffissi. Si possono fare degli esempi:
suffisso -αν-: ἁμαρτ-άν-ο-μεν.
suffisso -ε-: δοκ-έ-ο-μεν > δοκοῦμεν
suffisso -σκ-/-ισκ-: ἱλά-σκ-ο-μαι, στερ-ίσκ-ω
suffisso -ν-: τέμ-ν-ο-μεν.
- il verbo πάσχω ha in realtà un ampliamento -σκ-; dal tema παθ- si passa a *παθ-σκ-ω, nel quale la dentale θ si dissimila e passa l'aspirazione alla velare κ (legge di Bartholomae).
- i tre verbi θνήσκω, θρώσκω e μιμνήσκω si possono anche trovare scritti: θνῄσκω, θρῴσκω, μιμνῄσκω. Questo perché possono avere sia ampliamento σκ (primo caso) che ισκ (secondo caso). L'ampliamento -ισκ- forma con le vocali lunghe η/ω dei dittonghi impropri nei quali la ι si sottoscrive.
- ci sono dei verbi che inseriscono un ulteriore infisso nasale -ν- all'interno del tema; sono tutti apofonici: λαγχάνω (t.v. λαχ-/ληχ-), λαμβάνω (t.v. (σ) λαβ-/ληβ-), λανθάνω (t.v. λαθ-/ληθ-), πυνθάνομαι (t.v. πυθ-/πευθ-), τυγχάνω (t.v. τυχ-/τευχ-) tra i più importanti. Ovviamente il -ν- interagisce diversamente con le consonanti a cui è vicino.

##### Seconda classe
Della seconda classe fanno parte temi verbali in consonante che producono esiti diversi incontrandosi con il suffisso ϳ.
Sono elencate di seguito le terminazioni verbali che risultano dall'incontro delle consonanti finali con il suffisso ϳ.
| Terminazione  | Origine                                                |
| ------------- | ------------------------------------------------------ |
| αιν ειν       | φαν-ϳ-ω > φαίνω; κτεν-ϳ-ω > κτείνω                     |
| αιρ ειρ       | σπερ-ϳ-ω > σπείρω                                      |
| σσ            | μαγ-ϳ-ω > μάσσω; ἐρετ-ϳ-ω > ἐρέσσω                     |
| ζ             | κτιδ-ϳ-ω > κτίζω; οἰμωγ-ϳ-ω > οἰμώζω                   |
| πτ            | κοπ-ϳ-ω > κόπτω; σκαφ-ϳ-ω > σκάπτω                     |
| λλ            | θαλ-ϳ-ω > θάλλω                                        |
| ῐν ῠν (brevi) | κλιν-ϳ-ω > κλίνω (ῑ lungo); πλυν-ϳ-ω > πλύνω (ῡ lungo) |

- i primi due gruppi di verbi funzionano tutti allo stesso modo: il tema in αν (o εν, αρ etc.) subisce metatesi con lo ϳ che finisce per vocalizzarsi in ι.
- in attico il -σσ- si trova assai spesso come -ττ- (πράσσω > πράττω).
- lo stesso gruppo -σσ- proviene molto di rado da una dentale, così come è più difficile che un verbo in -ζ- provenga da un tema in velare.
- il verbo βλάπτω ha origine da *βλαβ-ϳ-ω, come del resto è più ovvio che sia (cfr. βλαβή "danno"), ma si suole ritenere che la radice vera sia βλαπ-.
- i verbi che finiscono in -ίζω sono in gran parte causativi.

#### Precisazioni e particolarità
Molti verbi sembrano eludere le classificazioni proposte sopra, poiché all'apparenza appartengono ad un altro gruppo piuttosto che a quello che ci si aspetterebbe separando la desinenza dal tema. Si tratta di eccezioni e casi particolari, che sono presenti in gran numero in qualsiasi lingua, e sarebbe pretenzioso cercare di elencarli tutti esaustivamente; così si ricorrerà a dare una visione generale dei vari fenomeni che possono trarre in inganno.

##### Digamma
Sono presenti radicali anche quei verbi che hanno nella radice monosillabica un dittongo -ευ, alternante in *εϝ nel tema del presente davanti alla vocale tematica. In seguito ai mutamenti fonetici, il tema appare in -έω con caduta di digamma, nel presente, tuttavia è importante ricordare che negli altri temi, come nell'aoristo, riprende le caratteristiche primitive, di fronte a consonante. Esempio di πλέω rad. πλευ-/πλεϝ-/πλυ TP *πλευ-ε-/-ο > *πλεϝ-ε-/-ο = πλέω.
Questa ricostruzione è da seguire anche per altri verbi in -εω come ρέω, πνέω, θέω, δέω dato che nell'aoristo si hanno esiti quali ἔρρευσᾰ, ἔπνευσᾰ, ἔπλευσᾰ.
Anche nel futuro, come detto, questa caratteristica originaria della risoluzione in dittongo del digamma ϝ è evidente, facendo l'esempio del futuro attivo di θέω = θεύσω.

##### Verbi con raddoppiamento
esistono alcuni verbi greci con il raddoppiamento del presente ad esempio γίγνομαι dove il t.v. è γνο. La caratteristica è la ripetizione della consonante iniziale del tema verbale, fenomeno che avrebbe delle somiglianze col raddoppiamento del perfetto, soprattutto per quanto concerne l'applicazione della legge di Grassmann sulle aspirate, sol che la vocale seguente è sempre -ε- La consonante iniziale del tema verbale al presente raddoppiato è di grado zero, seguita da vocale -ι-, come nel caso di δίδωμι con tema verbale in δο-/δω-, oppure πίπτω con tema verbale apofonico πετ-/πτ-/πτω-/πετε, il TP è πιπτ-ε-/ο per alternanza vocalica durante la coniugazione dello stesso presente; altri esempi sono τίκτω con TP al grado zero τκ-, con metatesi *τι-κτ-ω > τίκτω.
Il raddoppiamento è presente anche nelle classi verbali dei verbi in -μι, raddoppiamento che consiste soltanto nello iota, quando sono sopraggiunti fenomeni fonetici. Per ἵστημι il tema verbale è στα-/στη-, il raddoppiamento è *(σ)ι-στα-/(σ)ι-στη - il sigma iniziale cade con i fenomeni fonetici avvicendatisi nella storia della lingua, e cadendo produce l'aspirazione ἵστα-/ἵστη un raddoppiamento che come si nota, non si vede come nel caso dei verbi in -ω. Ancora più evidente questa invisibilità del raddoppiamento è in ἵημι, il tema verbale è ἐ-/ἠ-, il raddoppiamento invisibile avviene *jι-η- > ἰ-η ed *jι-jε lo j cade producendo aspirazione > ἰε + μι
Nelle coniugazioni, il raddoppiamento ha la funzione di caratterizzare l'aspetto del tema del presente, in modo analogo al raddoppiamento del tema del perfetto e dell'aoristo, e proprio dalla sua caratteristica si differenziano morfologicamente tali tempi, il raddoppiamento si trova anche nei presenti suffissali, come in τιτρώσκω con tema verbale τρω-.

### Verbi in -μι
I verbi in -μι sono divisi in tre classi, le cui differenze si riscontrano nel presente indicativo.

#### Prima classe
Sono appartenenti alla prima classe i verbi che uniscono le desinenze al tema verbale senza alcun ampliamento; possono presentare il raddoppiamento del presente. Es: δί-δωμι (δι- è raddoppiamento del presente).

#### Seconda classe
Della seconda classe fanno parte i verbi che al presente aggiungono al tema verbale il suffisso -νῡ- se il tema esce in consonante, -ννῡ- se esce in vocale; es. δείκ-νυ-μι, σβέ-ννυ-μι.

#### Terza classe
La terza classe comprende, oltre ad εἰμί, alcuni verbi deponenti di uso piuttosto frequente:
- ἄγαμαι (tema verbale ἀγα-) “ammirare”
- δύναμαι (tema verbale δυνα-/δυνη-) “potere”
- ἐπισταμαι (tema verbale ἐπιστα-/ἐπιστη-)